# Krępa (województwo małopolskie)
Krępa – wieś w Polsce położona w województwie małopolskim, w powiecie miechowskim, w gminie Gołcza.
23 kwietnia 1944 hitlerowcy otoczyli wieś. W związku z odnalezieniem ukrywającego się Żyda, Józef Wydymański został zamordowany, a 40 mieszkańców wsi wywiezionych zostało do obozów koncentracyjnych.
W latach 1975–1998 miejscowość administracyjnie należała do województwa krakowskiego. Integralna część miejscowości: Kolonia.
Przez niewielki odcinek Krępy płynie rzeka Gołczanka, która jest prawym dopływem rzeki Szreniawa.
Na granicy wsi znajduje się rezerwat przyrody Złota Góra.